# Kamon!!!
KAMON!!! (искажённое «Come on!» — англ. «Давай!») — украинский женский электроклэш-дуэт. Основан в Киеве (Украина) в ноябре 2007 года. Участницы — родные сёстры Ксения и Алиса Космос. Вдохновившись эстетикой 80-х, Алисой в стране Чудес, работами Дэвида Лашапеля и Олимпиадой в Пекине, группами Peaches, CSS, Le Tigre, Yeah Yeah Yeahs девушки начали создавать музыку и визуальный образ в стиле электроклэш, синтипоп, электропоп.

## История
Группа задумывалась сёстрами как «стёбный» интернет-проект, работающий без продюсера. Сёстры сами писали музыку, тексты, придумывали и снимали клипы. Вскоре их заметил украинский лейбл Lavina Music, который в настоящее время занимается раскруткой группы и организацией выступлений на Украине и в России, а его глава, Эдуард Клим, является продюсером группы. Продюсер и солистки группы заявляют, что позиционируют себя как «антикризисный проект» украинского шоу-бизнеса (примечательно, что через полгода после этого заявления экс-участница группы «ВИА Гра» Светлана Лобода участвовала в конкурсе Евровидение-2009, называя себя «Anti-crisis girl from Ukraine»).
Первый сингл группы, «Каблы, KAMON!!!» стал хитом в русскоязычном интернете, а украинское «Gala Radio» назвало его «Самой тупой песней 2008 года». Участница группы, Алиса Космос, прокомментировала это событие так:

«Ой, так приятно, так приятно! „Чувства переполняют рот!“. За один месяц мы достигли того, к чему большинство идёт годами! Спасибо отцу, которого не знаем, маме, которую ищем и бескрайнему Космосу за поддержку!».

По словам солисток, вдохновил их на такую благодарственную речь просмотр конкурса «Мисс мира 2008».
Второе видео, «Брюнетка», сами солистки охарактеризовывают как «гремучая смесь, одновременно напоминающая вечернюю сказку для малышей и британское артхаусное кино про наркоманов, геев и шлюх». В клипе также снялся другой известный интернет-персонаж, Валентин Стрыкало.
В 2009 году «KAMON!!!», будучи одним из самых популярных исполнителей на украинском MTV, попала в список групп, борющихся за право представлять Украину на «MTV Europe Music Awards».
В начале 2010 года был снят клип на песню «Метросексуал». В июне выпущен дебютный альбом «Каблы, KAMON!!!».
В 2011 году выходит клип на сингл «Фотоаппарат», который был записан совместно с известным украинским хореографом Ричардом Горном.

### Стиль группы
«KAMON!!!» исполняют песни в стиле электроклэш (сама группа называет своё творчество «костюмированная электроклэш-сказка») и активно используют молодёжный «клубный» жаргон в текстах. За своё эксцентричное поведение на публике получили сравнения с Жанной Агузаровой. В клипах девушки неизменно предстают в ярком, неестественном макияже, в париках, в обуви на огромных платформах. «Ни дать ни взять беспощадный пинок в пах гламуру, хрестоматийная гиперболизация пороков осуждаемого явления, уничтожающий сарказм. Но это все внутри, для понятливых. А снаружи — ярко, броско, смешно. И без нудежа. Молодежь оценит.» — комментирует выбранный девушками имидж «Комсомольская правда».

### Критика и внимание СМИ
Добившись популярности в русскоязычном интернете, группа привлекла внимание различных СМИ, реакция которых на группу была неоднозначной. Так, украинское «Gala Radio» назвало «Каблы, KAMON!!!» «Самой тупой песней 2008 года», а ведущий попросил слушателей прислать рисунки с изображением девушек, объяснив это тем, что он сам и не представляет, как выглядят «потенциальные дети Жанны Агузаровой». Журналист «Комсомольской правды» Сергей Ефимов писал, что «KAMON!!!» «… одновременно похожи на группу „Тату“, Глюкозу и даже — совсем немного — на раннюю Агузарову. И в то же время не похожи ни на кого», а также, назвав группу частью трэш-культуры, поставил её в один ряд с Валентином Стрыкало, Quest Pistols и Веркой Сердючкой — «…всё это настоящий трэш. Кстати, обратите внимание: <…> все вышеперечисленные персонажи — родом с Украины! Однако…». Муз-ТВ назвал группу «интернет-мемом» и сравнил с другой пародийной группой с Украины — Пающими трусами. Первое популярное радио (первое российское радио, взявшее песни группы в ротацию) назвало группу провокацией «покруче Валерии Гай Германики и Леди Гага вместе взятых».

### JAPANDA
В апреле 2014 года, после длительного творческого перерыва, связанного с травмой руки младшей из сестер, Алисой Космос был анонсирован старт нового экспериментального проекта в нише украинского шоу-бизнеса.
Долгожданная премьера дебютного клипа группы JAPANDA на сингл «Tamagotchi» состоялась 3 августа 2014 года на портале YouTube. Третьей солисткой стала Дарья Карганова, которая также является одной из бэк-вокалисток Ольги Поляковой. Жанром нового гёрлз-бенда был выбран J-pop, отлично дополненный соответствующей визуальной стилистикой.
26 января 2016 года стало известно, что группа JAPANDA прошла в полуфинал украинского национального отбора на конкурс песни Евровидение 2016.

## Клипография
KAMON!!!
- 2008 год — Каблы, KAMON!!!
- 2009 год — Брюнетка; Каблы, KAMON!!! (remix by DJ Damaskin)
- 2010 год — Метросексуал
- 2011 год — Фотоаппарат (совместно с Richard Gorn)

JAPANDA
- 2014 год — Tamagotchi

## Дискография
| №   | Название                               | Длительность |
| --- | -------------------------------------- | ------------ |
| 1.  | «Каблы, KAMON!!!»                      | 3:25         |
| 2.  | «Брюнетка»                             | 3:14         |
| 3.  | «Метросексуал»                         | 3:56         |
| 4.  | «Киберлав»                             | 3:13         |
| 5.  | «Нарасти себе мозг»                    | 4:09         |
| 6.  | «Кукуруза»                             | 3:21         |
| 7.  | «Ралли»                                | 3:40         |
| 8.  | «Альберт»                              | 3:02         |
| 9.  | «Киберготы»                            | 3:27         |
| 10. | «Штанга»                               | 3:45         |
| 11. | «Disco»                                | 3:17         |
| 12. | «Каблы, KAMON!!! (DJ Damaskin Remix)»  | 3:13         |
| 13. | «Брюнетка (Tapolsky & Sunchase Remix)» | 4:04         |
| 14. | «Брюнетка (Karaoke)»                   | 3:11         |